# Воскобойник, Константин Павлович
Константи́н Па́влович Воскобо́йник (1895, Смела, Черкасский уезд, Киевская губерния, Российская империя — 8 января 1942, Локоть, Локотской округ) — русский политический деятель украинского происхождения. Известен как бургомистр Локотского самоуправления — оккупированной немецкими войсками, а точнее 2-й танковой армии Гудериана, территории Советского Союза во время Второй мировой, в 1941—1942 г. 
В начале Гражданской войны в России доброволец Красной армии, после демобилизации из РККА по ранению — участник и боец Зелёного движения. 
Будучи убежденным антикоммунистом, позже, во Второй мировой войне на Восточном фронте — коллаборационист. Создатель и первый бургомистр Локотского самоуправления (территория в районе Брянской, Орловской и Курской областей), основатель и первый руководитель Народной социалистической партии России «Викинг» («Витязь»), позже известной как Национал-социалистическая трудовая партия России (НСТПР).

## Биография
Родился в 1895 году в городе Смела Черкасского уезда Киевской губернии (ныне Черкасский район Черкасской области Украины) в семье железнодорожника. В 1915 году поступил на юридический факультет Московского университета, в 1916 году ушёл добровольцем на фронт. В 1919 году участвовал в Гражданской войне в России на стороне красных, проявил себя хорошим солдатом, в 1920 году был ранен и демобилизован из рядов РККА, как негодный к военной службе. Направлен на работу секретарём Хвалынского военного комиссариата.
В 1920-х годах участвовал в крестьянских восстаниях против советской власти. В 1921 году присоединился к отрядам эсеров Вакулина-Попова, где выбран первым номером к пулемёту. Восстание было подавлено красными войсками под командованием М. Н. Тухачевского.
По поддельным документам на имя Лошакова Ивана Яковлевича бежал в Астрахань, где вторично женится на своей же жене, передавая ей «новую» фамилию. Из Астрахани чета «Лошаковых» перебирается в Сызрань, затем в Нижний Новгород, пока в 1924 году не переехала в Москву. Здесь Воскобойник окончил электромеханический факультет института народного хозяйства им. Г. В. Плеханова.
В 1931 году, полагая, что за 10 лет уже прошёл срок давности с момента его участия в крестьянском восстании, явился в ОГПУ и дал признательные показания. Осуждён не был, в административном порядке выслан на 3 года в Новосибирскую область. После окончания срока ссылки переехал с семьей в Кривой Рог, затем в Орск, и в 1938 оказался в поселке городского типа Локоть, где познакомился и сдружился с Б. В. Каминским.
Ещё до прихода в Локоть передовых частей немецкой армии Воскобойник в условиях бегства местных представителей советской власти создал местное самоуправление и небольшой отряд самообороны. После прихода немцев в сентябре-октябре 1941 года предложил им сотрудничество и был назначен старостой и командиром отряда самообороны в посёлке Локоть, где из числа жертв большевиков, а также из «окруженцев» набрал отряд из 20 человек. Учитывая организаторские способности Воскобойника, уже через месяц, 16 октября 1941 года, немецкие власти значительно расширили  его полномочия: отряд полиции увеличен до 200 человек, Воскобойнику подчинены прилегающие к Локтю населённые пункты, образована Локотская волость, в которой создавались сельские отряды самообороны.
Воскобойник основал Народную социалистическую партию России (НСПР) и написал к ней манифест под псевдонимом Инженер Земля (КПВ).
В ночь на 8 января 1942 года советские партизаны под командованием А. Н. Сабурова, совершив зимний бросок на 120 санях, провели нападение на казарму местной полиции и дом бургомистра. Несмотря на неожиданность, полицейские организовали отпор партизанам. После доклада о происходящем Воскобойник, вышедший на крыльцо своего дома, был смертельно ранен партизанами. Сразу после этого, понимая, что Воскобойник убит и задание выполнено, Сабуров отдал приказ партизанам отходить. Общие потери коллаборационистов составили около 50 человек.
Немецкие врачи, срочно прибывшие из Орла, не смогли спасти Воскобойника, и в тот же день он скончался. Обязанности бургомистра и руководителя НСПР принял Бронислав Каминский.

## Семья

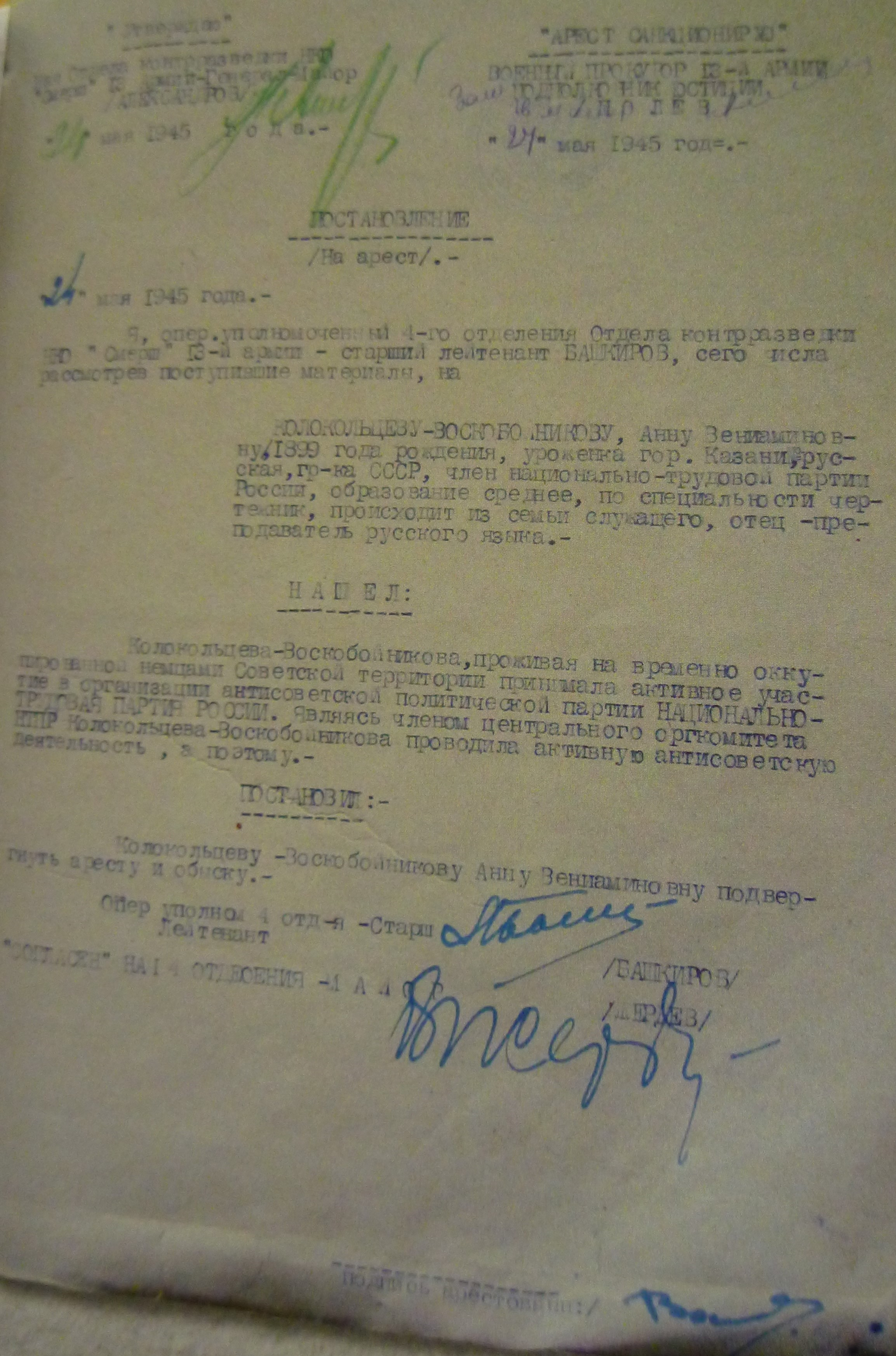
Постановление на арест Анны Колокольцевой-Воскобойник, 24 мая 1945 года

- Жена — Анна Вениаминовна Колокольцева, проживала в городе Горьком, после смерти мужа занимала ответственный пост в канцелярии Каминского. Советским судом 4 октября 1945 года была приговорена к 10 годам лишения свободы, причем свою вину она полностью признала[5]. 28 сентября 1990 года Анне Колокольцевой-Воскобойник было отказано в пересмотре приговора[5].
- Дочь — Анна Колокольцева, род. ок. 1921 г., в 1941—1942 гг., по сообщениям НКВД, была студенткой Индустриально-педагогического института им. Либкнехта[6].

## Память
6 июня 2005 года Воскобойник и Каминский были канонизированы экстремистской, признаваемой псевдоправославной религиозной группой «Русская катакомбная церковь истинно православных христиан».